# Лугії

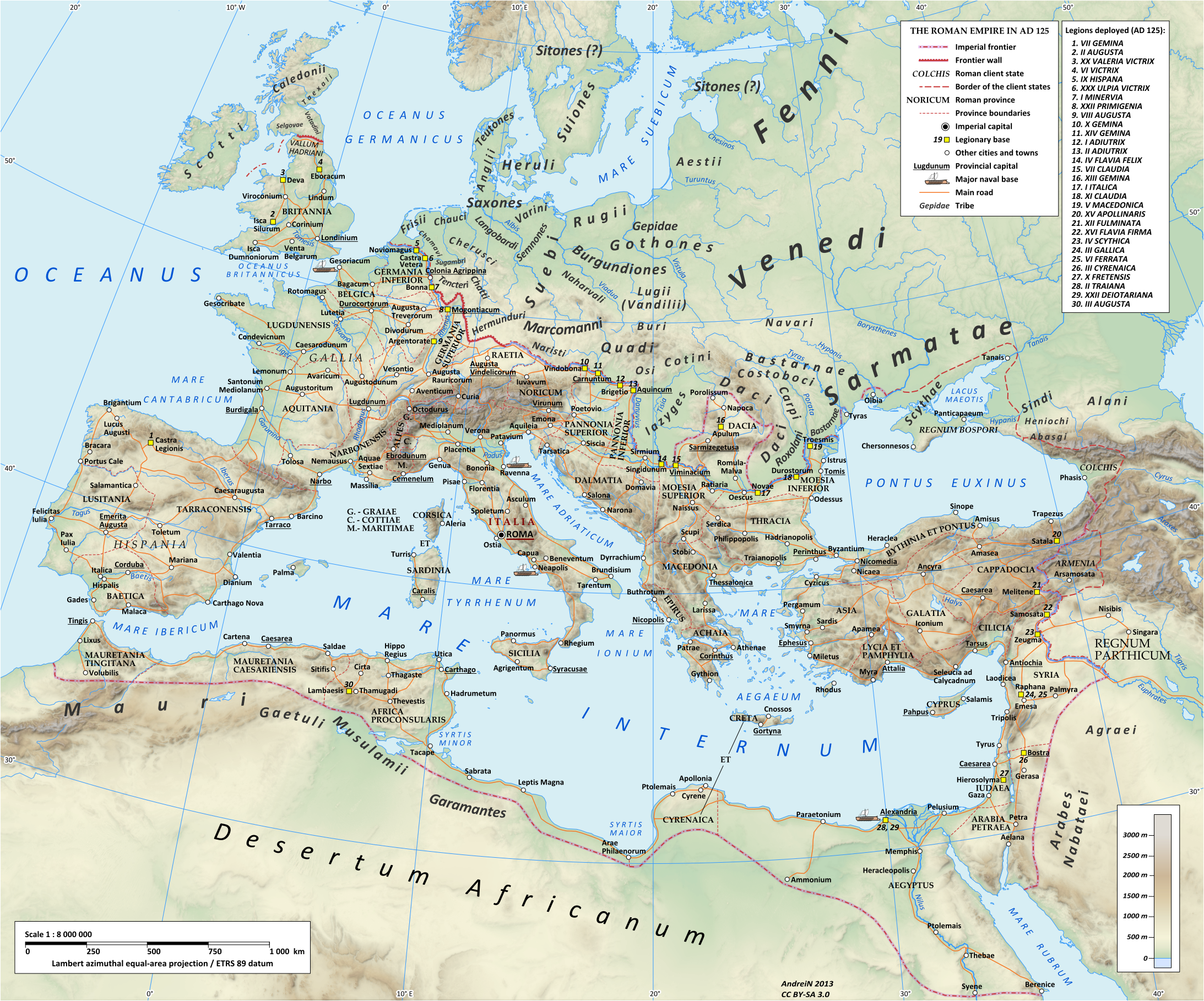
Карта 125 р., із зазначенням місця розташування Лугіїв

Лугії (лат. Lugii, Lygii, Lugiones, Vandilii; грец. Λούγιοι, Λούιοι, Λύγιοι; Лигії, Лігіі, Лугіони, Лигіани, Лігіани, Лугіани, Лоугої) — союз племен, індоєвропейський народ. Деякі сучасні історики ототожнюють їх із вандалами. Однозначної інформації про їхнє етнічне походження немає.
На час історичного згадування (400–300 до н.е.) жили на північ від Судетів у басейні горішньої Одри і Вісли, на території сучасної Сілезії, Мазовії, Великої і Малої Польщі. Згадувані римськими авторами між 100 р. до н.е. та 300 р. н.е. у Центральній Європі.
Лугії за часом і територією відповідають населенню Пшеворської культури.
Їхня значущість була у володінні середньої частини Бурштинового шляху, — з Самбії (Земляндія — західна частина Латвії) до провінцій Римської Імперії: Панонія, Норікум і Ретія.
Лугії за історичними джерелами (Тацит, Клавдій Птолемей, Страбон) були об'єднанням племен.
Етнічне походження лугіїв достеменно невідоме.